# Vendetta degli Earp

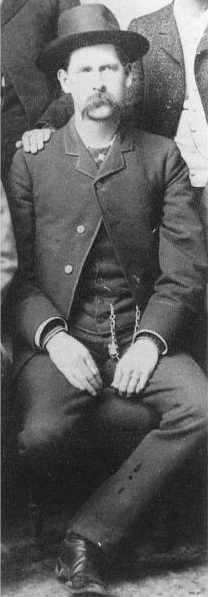
Wyatt Earp a Dodge City, quindici mesi dopo la Guerra dell'Arizona.

La Vendetta degli Earp (Earp Vendetta Ride in lingua inglese) è stato un insieme di scontri a fuoco tra tutori della legge, provenienti da diverse giurisdizioni dell'Arizona, passati alla storia come la Guerra dell'Arizona o Guerra della Contea di Cochise. 
La "Vendetta" coprì un arco di tre settimane, dal 20 marzo al 15 aprile 1882, e vide scontrarsi bande di figure leggendarie del "Selvaggio West": lo sceriffo Wyatt Earp, i banditi Johnny Ringo e William Brocius della banda dei Cowboys, il pistolero Doc Holliday. Nella cultura western statunitense, questa serie di scontri venne romanticizzata come l'"Ultima cavalcata di Wyatt Earp e dei suoi Immortali" (The Last Charge of Wyatt Earp and his Immortals), da cui il nome "Vendetta degli Earp".
Episodio scatenante della "Vendetta", maturata fin dal 1881 a seguito della faida tra gli Earp e la banda dei Cowboys innescata dalla famosa sparatoria all'O.K. Corral, fu l'omicidio del vice-sceriffo Morgan Earp, freddato in una sala da biliardo di Tombstone (Arizona) il 18 marzo 1882. Alcuni mesi prima, il fratello maggiore di Morgan, lo sceriffo Virgil Earp, era stato a sua volta oggetto di un tentativo di omicidio, a cui era scampato ma aveva dovuto subire l'amputazione di un braccio. Dopo la morte di Morgan, i fratelli Wyatt e Warren Earp formarono una banda comprendente i pistoleri Doc Holliday, Sherman McMasters, "Turkey Creek" Jack Johnson, "Texas Jack" Vermillion e, per un certo periodo, Dan Tipton. Non è ancora stata chiarita l'eventuale partecipazione di Charlie Smith, Fred Dodge, Johnny Green e Lou Cooley. 
Contro gli Earp si mosse lo sceriffo della Contea di Cochise, Johnny Behan, unitamente ad una ventina di cowboys e pistoleri della banda dei Cowboys tra cui il noto criminale Johnny Ringo. Le due fazioni non arrivarono mai ad uno scontro diretto: la banda di Behan, nonostante la superiorità numerica, non affrontò mai la banda degli Earp. Questi ultimi ricevettero assistenza da un allevatore, Henry Hooker, che fornì loro vettovaglie. Gli scontri a fuoco accertati, occorsi durante la "Vendetta", ebbero luogo il 20 e 24 marzo, quando gli Earp uccisero Frank Stilwell a Tucson. La cavalcata di Wyatt Earp terminò il 15 aprile, quando la banda degli Earp lasciò l'Arizona e riparò in Colorado.
La "Vendetta" dimostrò in modo inequivocabile l'inadeguatezza del sistema dei law enforcement in forza lungo le frontiere del Selvaggio West. Durante le operazioni, lo sceriffo federale Wyatt Earp si mosse dietro lo scudo di un mandato federale di cattura per "Curly Bill" Brocius. Brocius ed altri tre uomini vennero uccisi né gli Earp si mostrarono minimamente interessati a prendere prigionieri. Dall'altra parte del fronte, la banda comandata dallo sceriffo federale Johnny Behan comprendeva noti fuorilegge della banda dei Cowboys e non aveva compreso lo sceriffo della Contea di Pima Bob Paul, l'unico avente vera giurisdizione in merito alle morti di Tucson.

## Antefatto

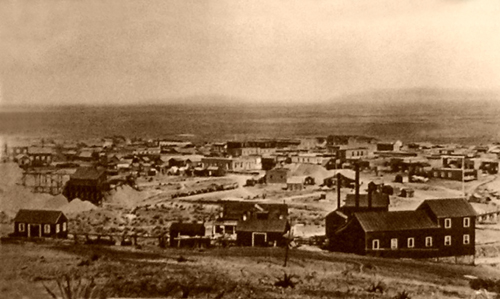
Tombstone nel 1891.

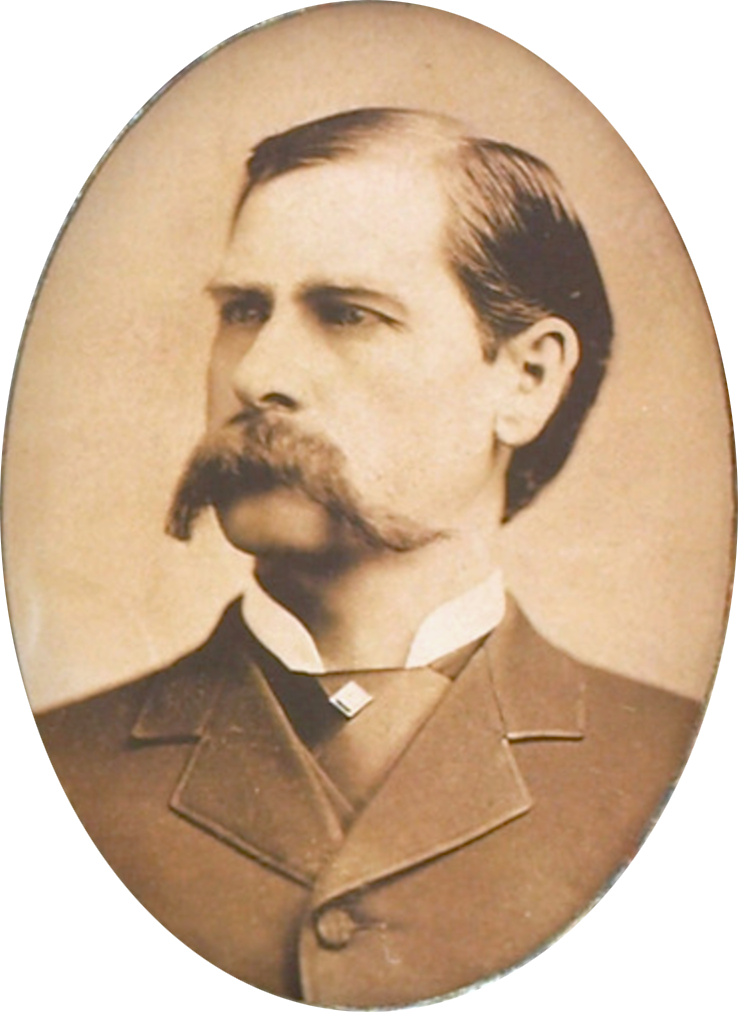
Wyatt Earp nel 1887.

Fondata nel 1879 complice la vicinanza di ricchi filoni d'argento, la cittadina di Tombstone era diventata un promettente centro di estrazione mineraria nel 1880, attirando su di sé le attenzioni di numerosi uomini d'affari, avventurieri, pistoleri e funzionari pubblici (la Contea di Cochise venne, di fatto, istituita per meglio sfruttare gli interessi economici e demografici gravitanti intorno a Tombstone). Le campagne che dividevano Tombstone dai vicini insediamenti satellite (es. Charleston) erano attraversate da bande di mandriani spesso dedite al banditismo ai danni dei ranch oltre il confine messicano e dei convogli di denaro e minerali: basti considerare che, al tempo, il termine "cowboy" aveva in Arizona un'accezione negativa.
Nel 1880 i fratelli Earp s'insediarono a Tombstone: James Earp avviò una casa da gioco, Virgil Earp divenne sceriffo e prese come propri aiutanti i fratelli minori Morgan Earp e Warren Earp, Wyatt Earp divenne vice-sceriffo della Contea di Pima, a quel tempo comprendente la città di Tombstone.
Gli Earp entrarono rapidamente in aperta contesa con la gang dei Cowboys gravitanti intorno al ranch di "Old Man" Clanton, un ricco allevatore stanziato a poche miglia di Charleston, lungo il Fiume San Pedro. I membri più bellicosi della gang erano uno dei figli di "Old Man", Ike Clanton, e due noti pistoleri: William "Curly Bill" Brocius e Johnny Ringo. Già il 28 ottobre Wyatt e Morgan Earp arrestavano Brocius per l'omicidio involontario dello sceriffo di Tombstone Fred White, segnando l'inizio formale dei dissapori.
Nel 1881, Wyatt Earp perse la corsa a primo sceriffo della neonata Contea di Cochise in favore di Johnny Behan, forse già all'epoca avvicinatosi ai Cowboys Clanton. Nell'agosto dello stesso anno, "Old Man" Clanton restò ucciso nel Massacro di Guadalupe Canyon, privando i Cowboys di ciò che potremmo definire la loro "guida assennata". A Tombstone, le tensioni tra Ike, Ringo, Brocius, gli Earp e Holliday peggiorarono. Con il pretesto di far rispettare l'ordinanza cittadina sulla proibizione di portare armi da fuoco a Tombstone, il 26 ottobre Wyatt, Virgil e Morgan Earp, insieme a Doc Holliday, affrontarono Ike ed il fratello Billy Clanton, affiancati da Billy Claiborne, Frank McLaury e Tom McLaury nella Sparatoria all'O.K. Corral. Quali che fossero le reali intenzioni omicide dei contendenti, vennero sparati trenta colpi d'arma da fuoco in trenta secondi: Ike Clanton e Claiborne fuggirono; Virgil e Morgan Earp vennero feriti, Billy Clanton ed i McLaury vennero uccisi.

## Primi scontri

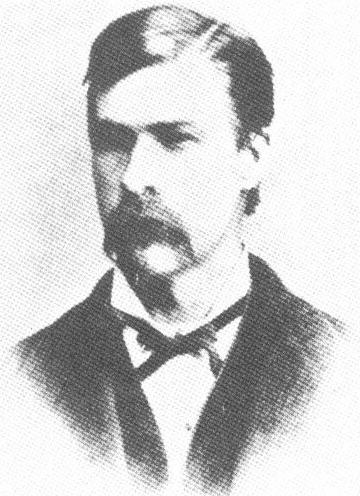
Morgan Earp nel 1881, alcuni mesi prima del suo omicidio.

Dopo la sparatoria dell'O.K. Corral, Wyatt Earp e Doc Holliday, privi della carica formale di vice-sceriffi, vennero messi sotto processo. Il procedimento, guidato dal giudice di pace Spicer, si chiuse però con una piena assoluzione di Wyatt e Doc. La contesa con i Cowboys degenerò così in una vera e propria faida. In risposta alle morti Clanton-McLaury, i Cowboys organizzarono degli agguati ai danni degli Earp. Virgil venne ferito il 28 dicembre 1881; sopravvisse ma gli venne amputato il braccio ferito. Morgan fece spostare a Colton (California) la moglie, presso la magione di famiglia, per tenerla al sicuro. Il 18 marzo 1882, Morgan Earp venne assassinato in una sala da biliardo.

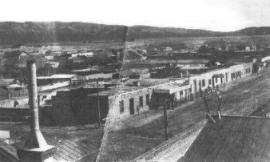
Tucson, ca. 1880.

Subito dopo l'omicidio di Morgan Earp, Wyatt prese accordi per spostare la salma del fratello a Colton. Il cadavere venne caricato su una carrozza e scortato da James, mentre vennero presi accordi per scortare fino a Colton anche Virgil e la moglie. Wyatt, Warren Earp, Doc Holliday, Jack "Turkey Creek" Johnson e Sherman McMasters scortarono Virgil fino alla stazione ferroviaria di Benson (Arizona). Informati del fatto che i cowboys Ike Clanton, Frank Stilwell e Hank Swilling erano appostati a Tucson, Wyatt ed i suoi decisero di scortare Virgil fino in città. La sera del 20 marzo, Virgil e la moglie presero il treno da Tucscon. Mentre pattugliavano i binari, Wyatt ed i suoi scorsero Stilwell ed un secondo uomo, forse Ike, appostati su un pianale. Wyatt Earp freddò Frank Stilwell a colpi di doppietta, mentre il treno di Virgil lasciava la stazione. Ike Clanton, scampato all'attacco di Wyatt, testimoniò poi che lui e Stilwell si erano portati alla stazione ferroviaria per incontrare gli Earp ma perché informati che Wyatt era a Tucson con l'intento di ucciderli, non con il proposito di nuocere a Virgil.
L'omicidio di Frank Stilwell, a quel tempo vice dello sceriffo Behan, fece di Wyatt un assassino punibile secondo la legge federale. Il 21 marzo, mentre la banda di Wyatt rientrava a Tombstone, il giudice di pace della Contea di Pima, Charles Meyer, inviava allo sceriffo Behan un telegramma intimandogli di arrestare Wyatt e Warren Earp, Holliday, Johnson e McMasters, soggetti ad un mandato di comparizione perché sospettati dell'omicidio di Stilwell. L'addetto al telegrafo di Tombstone era però un amico di Wyatt e non mostrò il messaggio a Behan fin quando la banda degli Earp, ora allargatasi a comprendere anche il pistolero "Texas Jack" Vermillion, non fu pronta a lasciare la città. Behan cercò di fermare Wyatt ma non ci riuscì. Il vice-sceriffo Billy Breakenridge sostenne poi che la banda Earp avesse minacciato con le armi Behan ed un secondo uomo, Dave Neagle, che lo accompagnava. Wyatt Earp ed i suoi lasciarono Tombstone, mentre Behan organizzava rapidamente una banda per inseguirli, nominando sui aiutanti alcuni Cowboys tra cui Ringo ed un fratello di Ike, Phineas Clanton.

## La cavalcata di Wyatt Earp

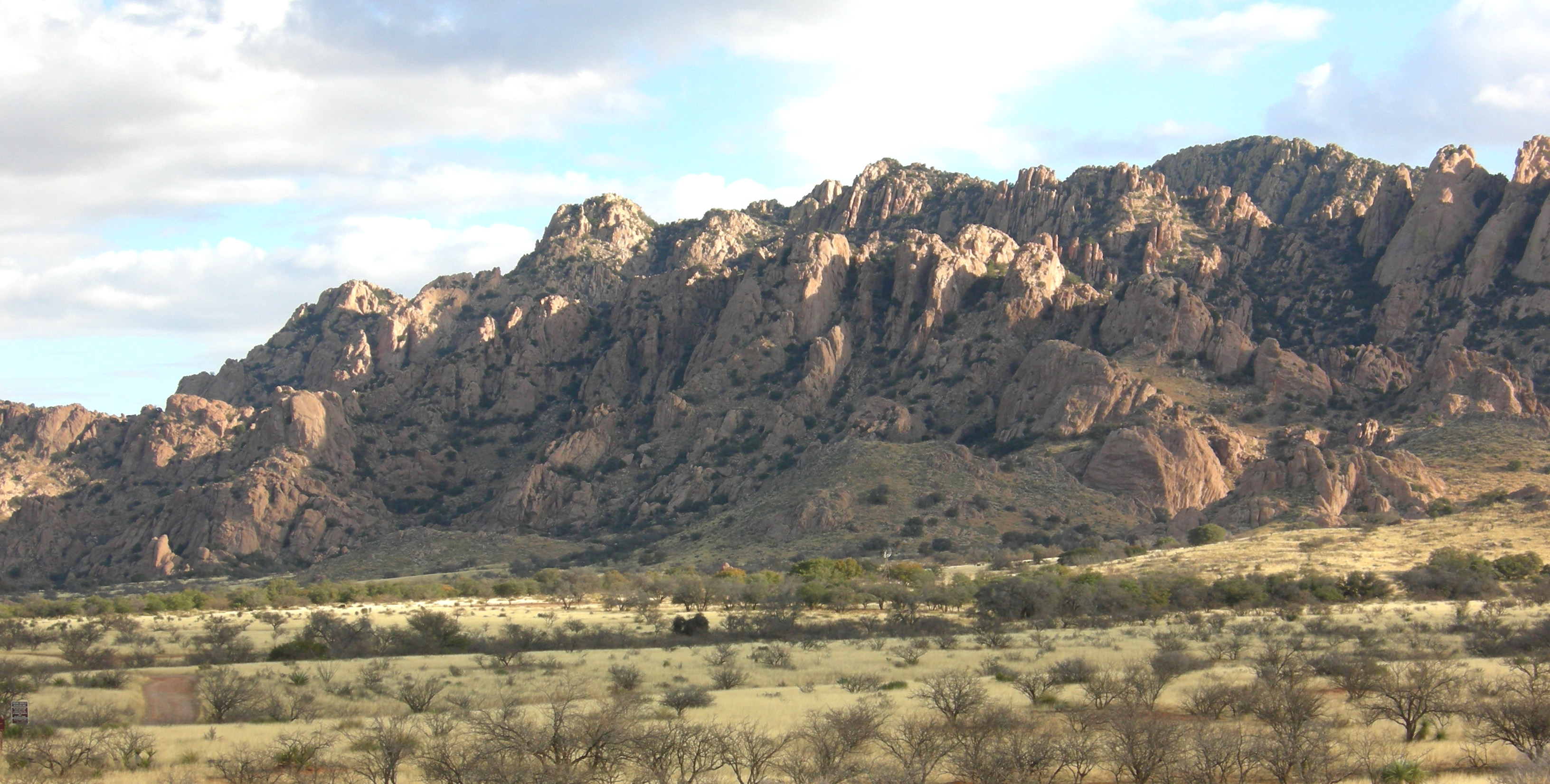
Le Montagne Dragoon viste da sud.

La mattina del 22 marzo, Wyatt ed i suoi entrarono nell'accampamento di Pete Spence, a South Pass, vicino alle Montagne Dragoon. Pete, sospettato di essere uno degli esecutori materiali dell'omicidio di Morgan Earp, si era rinchiuso nella prigione di Tombstone, così Wyatt trovò solo un altro cowboys, Florentino "Indian Charlie" Cruz, e lo uccise nella Sparatoria di South Pass. Anni dopo i fatti, Wyatt disse al suo biografo Lake di aver fatto confessare Cruz di aver fatto da palo a Ringo, Brocius, Stilwell e Swilling mentre questi assassinavano suo fratello Morgan, e di averlo ucciso subito dopo. Sui resti di Cruz vennero trovate almeno quattro ferite, di cui solo le ultime due, un colpo al bacino ed uno alla testa, letali. Testimoni presenti nell'accampamento sostennero poi che lo spazio di tempo intercorso tra il primo e l'ultimo colpo di arma da fuoco fu comunque breve e lo stesso Wyatt, nelle sue memorie, finì con il contraddirsi, sostenendo di aver sparato a Cruz per legittima difesa.
Due giorni dopo l'omicidio di Cruz, la banda Earp si trovava ad Iron Springs, tra le Whetstone Mountains, per incontrarsi con un informatore. Vi trovarono invece una banda di cowboys guidata da "Curly Bill" Brocius. La celebre Sparatoria di Iron Springs si consumò in una manciata di secondi. Brocius, affiancato da Pony Diehl, Johnny Barnes, Frank Patterson, Milt Hicks, Bill Hicks, Bill Johnson, Ed Lyle, Johnny Lyle e Dave Rudabaugh, aprì il fuoco su Earp ed i suoi. Wyatt balzò di sella, mentre i suoi uomini si ritiravano e quattro pallottole gli foravano, rispettivamente, le cocche del cappotto, il cappello e la sella. Con un colpo di doppietta, Wyatt freddò Brocius, che cadde riverso nella fonte, poi estrasse la Colt (forse la sua famosa Colt Buntline?) e colpì Barnes al petto ed Hicks al braccio, riuscendo poi a disimpegnarsi e rimontare in sella per fuggire.
Stando al biografo di Earp, Flood, Brocius venne seppellito al ranch Patterson, presso il fiume Babocomari. Barnes, ritenuto dai più il cecchino responsabile della mutilazione di Virgil Earp, morì per la pallottola ricevuta al torace ma dopo aver detto all'agente "Wells Fargo & Co" che Wyatt aveva ucciso Brocius.

## Conclusione
Dopo tre settimane in sella, a metà dell'aprile 1882, la banda di Wyatt Earp non aveva ancora incontrato la banda di Behan e Ringo. Ritenendo troppo rischioso tornare a Tombstone, Wyatt si fermò al ranch di Henry Hooker, nella Sierra Bonitas, dove Dan Tipton gli recapitò 1.000 dollari da parte di E.B. Gage, per poi spostarsi a Reilly Hill. Behan e la sua banda raggiunsero il ranch di Hooker e scoprirono la posizione di Wyatt e dei suoi uomini ma non li raggiunsero.
Conscio di non poter tornare a Tucson per l'omicidio di Stilwell, Wyatt Earp optò di raggiungere il Colorado, fidando sul maggior peso del potere federale negli Stati dell'entroterra e sulle buone grazie del governatore del Colorado che, effettivamente, tempo dopo rifiutò di estradare Doc Holliday.
Il 15 aprile, Wyatt Earp ed i suoi uomini si diressero ad est, abbandonando l'Arizona e raggiungendo Silver City (Nuovo Messico). Ivi giunti, vendettero i cavalli e proseguirono in treno fino ad Albuquerque, dove rimasero per due settimane prima di proseguire per il Colorado. Doc Holliday abbandonò il gruppo per dirigersi a Denver.
Il 14 luglio 1882, Johnny Ringo venne trovato morto sotto un albero a Turkey Creek Canyon, ad un giorno di marcia da Tombstone, freddato da un colpo alla testa. Le condizioni in cui venne rinvenuto il cadavere fecero supporre un suicidio ma, anni dopo, Josephine Marcus sostenne che l'ultimo Cowboys era stato eliminato da Doc Holliday con un colpo di fucile, da notevole distanza. Secondo Josephine, Doc e Wyatt si sarebbero appositamente ritrovati in segreto a Tombstone onde chiudere una volta per tutte il conto per la morte di Morgan Earp. La morte di Ringo, a prescindere dalla veridicità della Sparatoria di Turkey Creek Canyon, chiuse definitivamente la faida tra gli Earp ed i Cowboys.

### Fonti
- Stuart N. Lake, Wyatt Earp, frontier marshal, 1931. Prima biografia autorizzata di Wyatt Earp, basata su un'intervista rilasciata a Lake da Earp nel 1928. Il volume raccoglie anche i testi dell'autobiografia che Earp dettò nel 1926 a John H. Flood.
- Alford E. Turner, The O.K. Corral inquest, College Station (Texas), 1981, ISBN 0-932702-16-3. Il volume raccoglie i documenti originali del processo condotto dal giudice di pace Spicer, analizzati ed annotati dell'autore Turner. Viene considerata la più autorevole fonte di informazioni sugli Earp.
- I Married Wyatt Earp: The Recollections of Josephine Sarah Marcus Earp, ed. Glenn G. Boyer, University of Arizona Press, 1998, ISBN 0-8165-0583-7. Le memorie della moglie di Wyatt Earp, Josephine Marcus.
- Billy Breakenridge, Helldorado: Bringing the Law to the Mesquite, Boston, 1928, ed. Richard M. Brown, University of Nebraska Press, 1992, ISBN 0-8032-6100-4. Nel volume del ex-aiutante di Behan, la figura di Wyatt Earp viene presentata in chiave apertamente negativa. Il punto di vista di Breakenridge aiuta però notevolmente a stemperare i toni aulici di Lake.
- Walter Noble Burns, Tombstone, an Iliad of the West, 1927, ed. Casey Tefertiller, University of New Mexico Press, 1999, ISBN 0-8263-2154-2.

### Studi
- Steve Gatto, The Real Wyatt Earp: A Documentary Biography, Silver City, 2000, ISBN 0-944383-50-5.
- Allen Barra, Inventing Wyatt Earp: His Life and Many Legends, New York, 1998, ISBN 0-7867-0685-6.
- Casey Tefertiller, Wyatt Earp: The Life Behind the Legend, New York, 1997, ISBN 0-471-18967-7.
- Grace McCool, GUNSMOKE: The True Story of Old Tombstone, Tucson, 1990, ISBN 0-918080-52-5.
- Paula Mitchell Marks, And Die in the West: the story of the O.K. Corral gunfight, New York, 1989, ISBN 0-671-70614-4.